# 斑紋黃道蟹
斑紋黃道蟹（學名Cancer irroratus）是黃道蟹屬的一種蟹。每隻眼睛側的甲殼邊都有9顆鋸齒。它們分佈在北美洲東岸，由拉布拉多至佛羅里達州。它們棲息在非常淺水區，有時甚至會在內陸出現。
斑紋黃道蟹的顏色及大小都與北黃道蟹相似，但它們的鋸齒較大。而且它們的分佈地也較大，在一些地區的數量也較豐富。兩者都是可食用的，不過北黃道蟹的鉗較大，故較多被漁獵。
斑紋黃道蟹最近在烹飪方面很受歡迎。1997年前，它們都被視為滋擾龍蝦養殖的物種。

## 外部連結
- Canada Fisheries and Oceans Stock Status Report 2000 （页面存档备份，存于）
- Animal Diversity Web （页面存档备份，存于）